# Abel Tasman
Pour les articles homonymes, voir Tasman.
Abel Janszoon Tasman (/ˈɑbəl ˈjɑnsoːn ˈtɑsmɑn/), né en 1603 à Lutjegast, et mort le 10 octobre 1659 dans la ville de Batavia (actuelle Djakarta, Indonésie), est un navigateur et explorateur néerlandais du XVIIe siècle. Il a donné son nom à la Tasmanie.

## Biographie
Tasman est recruté par la Compagnie néerlandaise des Indes orientales en 1634 pour surveiller la présence de contrebandiers dans les mers d'Indonésie.
Il est surtout connu pour ses voyages entre 1639 et 1644 au service de la Vereenigde Oost-Indische Compagnie, la Compagnie néerlandaise des Indes orientales, en mission pour le compte d'Antonio van Diemen. Après deux expéditions dès 1639 au nord du Japon, il fut le premier navigateur européen à explorer en 1642 la Tasmanie et la Nouvelle-Zélande, des îles qu'il nomma Van Diemens Land. Il fut aussi le premier Européen connu à explorer les îles Fidji, en 1643.
Tasman, son navigateur Vischer et son marchand Gilsemans cartographièrent aussi des parties conséquentes de l'Australie, de la Nouvelle-Zélande et des îles du Pacifique.
Au cours de son premier voyage (1642-1643), Tasman navigua de Batavia (l'actuelle Jakarta) avec deux petits bateaux, le Heemskerck et le Zeehaen, d'abord vers l'île Maurice puis vers l'est. Il manqua ainsi l'Inde, qu'il cherchait à atteindre, mais atteignit l'île de Tasmanie. Il la baptisa Van Diemensland, mais les Britanniques lui donnèrent plus tard le nom de celui qui l'avait explorée, la Tasmanie. Il explora le premier cet archipel de 156 îles pour la compagnie hollandaise des Indes orientales. Après une courte exploration de l'île, il continua à naviguer vers l'est, et vit la Nouvelle-Zélande, qu'il appela Statenland, pensant qu'elle était reliée à un morceau de terre au sud de l'Amérique du Sud. Puis il navigua vers le nord le long de sa côte occidentale. Passé la pointe nord de l'île méridionale, il jeta l'ancre dans une baie où, lors de la seule rencontre qu'il eut avec les Maori, quatre de ses hommes furent tués. Il appela l'endroit Mordenarsbai (« baie des meurtriers » ou « baie des assassins ») — Golden Bay aujourd'hui. Tasman poursuivit sa route vers le nord, mais manqua le détroit de Cook, qui sépare l'île septentrionale de l'île méridionale, et en conclut que la Nouvelle-Zélande ne devait vraisemblablement former qu'une seule masse de terre. D'après Jules Verne, toujours très bien documenté, Abel Tasman serait arrivé au détroit de Cook le 16 décembre 1642. Au cours du voyage de retour vers Batavia, Tasman vit encore les Tonga.

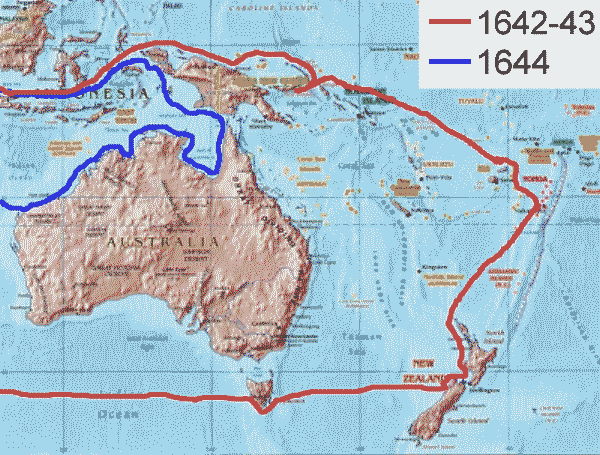
Les routes de Tasman.
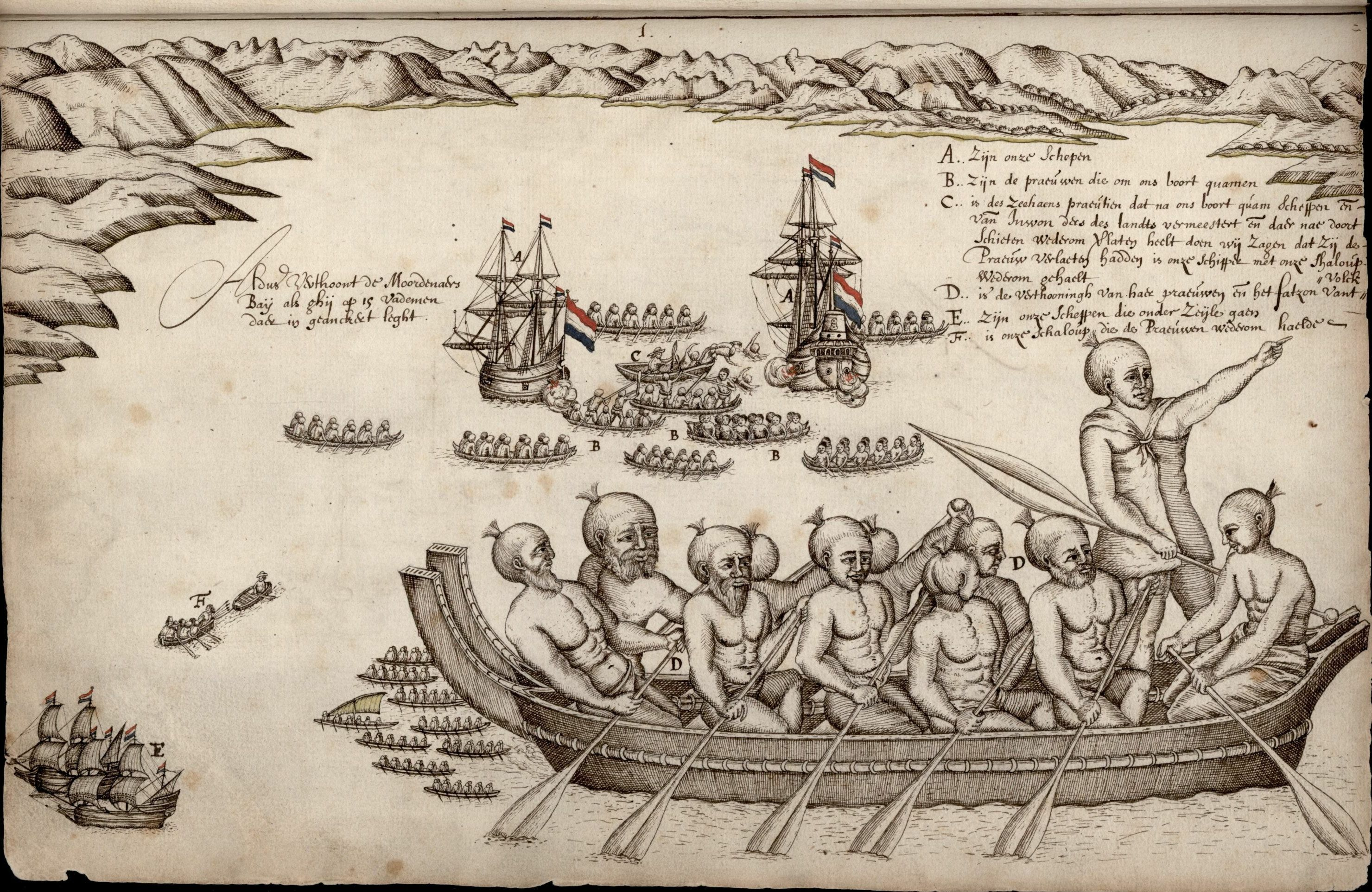
Abel Tasman dans Golden Bay. Gilsemans 1642.
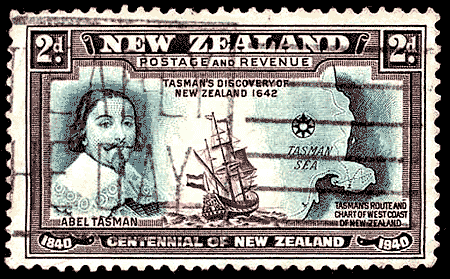
Timbre de 1940 imprimé par la poste de Nouvelle-Zélande.
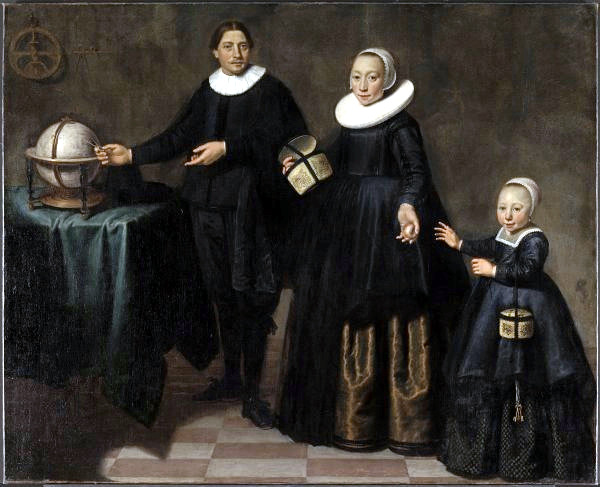
Portrait avec femme et fille par Jacob Cuyp, 1637
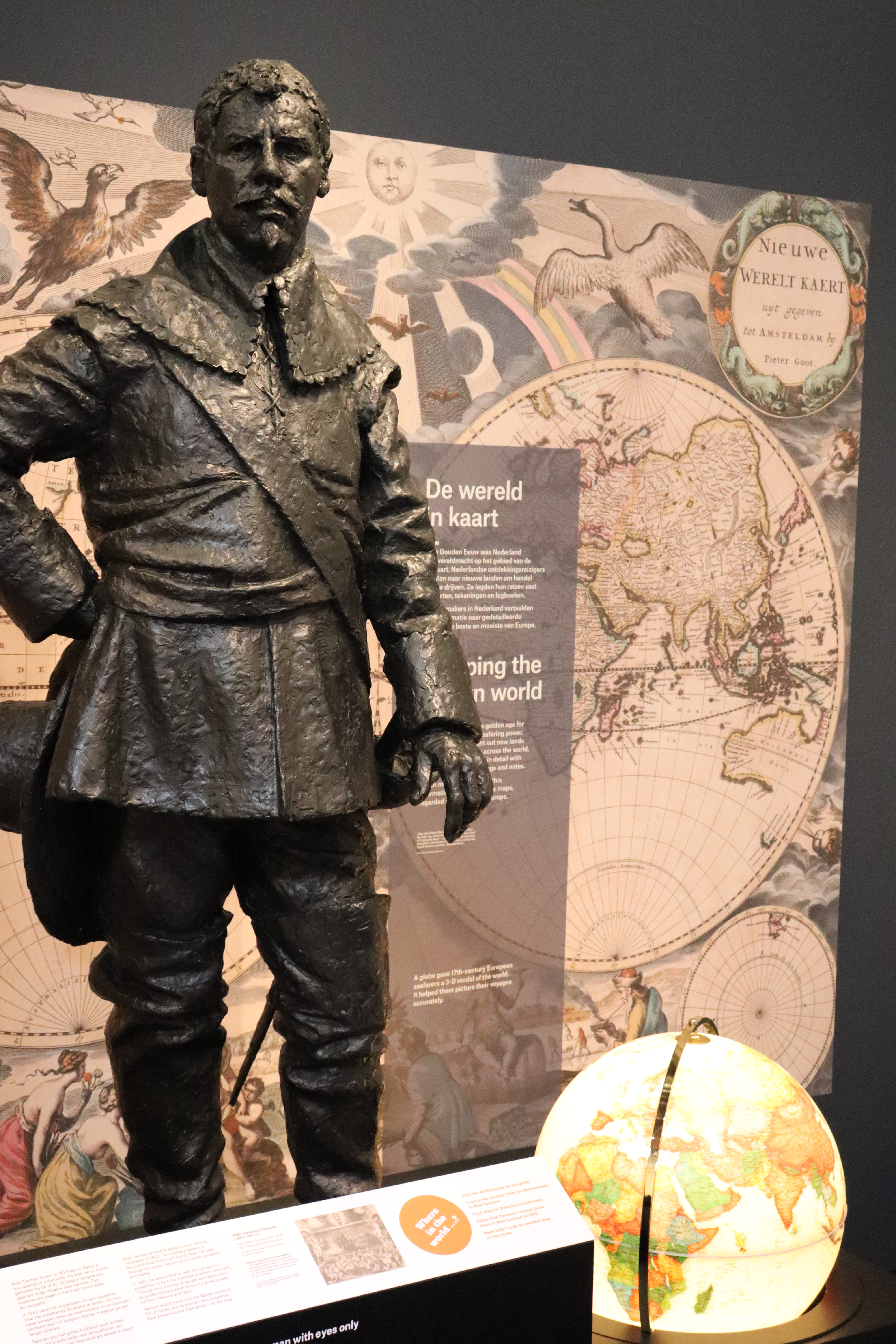
Bronze de Tasman.

Malgré les découvertes engendrées par ses voyages, les expéditions de Tasman ne font pas les affaires de la compagnie hollandaise des Indes orientales. Il effectue une nouvelle expédition au nord de l'Australie, cartographiant la route des îles du détroit de Torrès au Port Hedland. Il est suspendu une première fois de la compagnie en 1648 pour 11 mois, puis prend sa retraite en 1653. Il est marchand et grand propriétaire terrien à Batavia lorsqu'il décède en 1659 à 56 ans,.

## Lieux éponymes
- Mer de Tasman
- Parc national Abel Tasman
- Glacier Tasman
- Mont Tasman
- Rivière Tasman
- Péninsule de Tasman
- Baie de Tasman
- Île Tasman
- Tasman Bridge